# Qualificazioni ai Giochi della XIX Olimpiade (UEFA)
Di seguito sono elencati gli incontri con relativo risultato della zona europea (UEFA) per le qualificazioni a Città del Messico 1968.

## Formula
Le 20 squadre vennero divise in quattro gironi da cinque squadre ciascuna. Il formato prevedeva un turno preliminare e due turni eliminatori, composti da spareggi A/R. In caso di pareggio, era previsto un terzo incontro in campo neutro.
Le vincenti di ogni girone si sarebbero qualificate alle Olimpiadi.

## La mancata partecipazione dell'Italia
Il Consiglio federale della FIGC, in accordo con il CONI, decise all'unanimità di non far partecipare la squadra di calcio al torneo preolimpico in quanto, come evidenziato in un comunicato, riteneva che:
Le iniziative dei dirigenti del CONI presso il CIO volte ad ottenere il mutamento delle regole, difatti, erano state respinte. In tal modo, la FIGC riteneva di:
Pochi giorni prima della decisione della FIGC, l'Italia P.O. aveva partecipato ai Giochi del Mediterraneo di Tunisi 1967 con alcuni calciatori professionisti. Il fatto era  stato oggetto di proteste, in particolare, da parte dell'Algeria, che aveva lamentato come la convocazione di Anastasi, Fara e Chiarugi da parte del C.T. Paolo Todeschini fosse avvenuta in spregio al regolamento.

## Risultati

### Gruppo 1
Albania e Jugoslavia si ritirarono prima di giocare i rispettivi incontri.

#### Turno preliminare
|  | Unione Sovietica | – | Albania |  |

|  | Albania | – | Unione Sovietica |  |

Passa il turno l'Unione Sovietica (ritiro dell'Albania).

#### Primo turno eliminatorio
|  | Unione Sovietica | 2 – 1 | Polonia |  |

|  | Polonia | 0 – 1 | Unione Sovietica |  |

|  | Cecoslovacchia | – | Jugoslavia |  |

|  | Jugoslavia | – | Cecoslovacchia |  |

Passano il turno Unione Sovietica (3-1) e Cecoslovacchia (ritiro della Jugoslavia).

#### Secondo turno eliminatorio
|  | Cecoslovacchia | 3 – 0 | Unione Sovietica |  |

|  | Unione Sovietica | 2 – 3 | Cecoslovacchia |  |

Si qualifica la Cecoslovacchia (6-2).

### Gruppo 2

#### Turno preliminare
|  | Germania Est | 5 – 0 | Grecia |  |

|  | Grecia | 0 – 5 | Germania Est |  |

Passa il turno la Germania Est (10-0).

#### Primo turno eliminatorio
|  | Bulgaria | 3 – 0 | Turchia |  |

|  | Turchia | 2 – 3 | Bulgaria |  |

|  | Germania Est | 1 – 0 | Romania |  |

|  | Romania | 0 – 1 | Germania Est |  |

Passano il turno Bulgaria (6-2) e Germania Est (2-0).

#### Secondo turno eliminatorio
|  | Bulgaria | 4 – 1 | Germania Est |  |

|  | Germania Est | 2 – 3 | Bulgaria |  |

Si qualifica la Bulgaria (7-3).

### Gruppo 3

#### Turno preliminare
|  | Francia | 0 – 0 | Paesi Bassi |  |

|  | Paesi Bassi | 0 – 1 | Francia |  |

Passa il turno la Francia (1-0).

#### Primo turno eliminatorio
|  | Austria | 4 – 1 | Svizzera |  |

|  | Svizzera | 1 – 0 | Austria |  |

|  | Francia | 3 – 1 | Finlandia |  |

|  | Finlandia | 1 – 1 | Francia |  |

Passano il turno Austria (4-2) e Francia (4-2).

#### Secondo turno eliminatorio
|  | Francia | 3 – 1 | Austria |  |

|  | Austria | 1 – 1 | Francia |  |

Si qualifica la Francia (4-2).

### Gruppo 4
L'Italia si ritirò prima di giocare i propri incontri.

#### Turno preliminare
|  | Spagna | 1 – 1 | Islanda |  |

|  | Islanda | 3 – 5 | Spagna |  |

Passa il turno la Spagna (6-4).

#### Primo turno eliminatorio
|  | Regno Unito | 2 – 0 | Germania Ovest |  |

|  | Germania Ovest | 1 – 0 | Regno Unito |  |

|  | Spagna | – | Italia |  |

|  | Italia | – | Spagna |  |

Passano il turno Regno Unito (2-1) e Spagna (ritiro dell'Italia).

#### Secondo turno eliminatorio
|  | Spagna | 1 – 0 | Regno Unito |  |

|  | Regno Unito | 0 – 0 | Spagna |  |

Si qualifica la Spagna (1-0).